# Shaun Webb
Pour les articles homonymes, voir Webb.
Pas d'image ? Cliquez ici

a Compétitions nationales et continentales officielles uniquement.

b Matchs officiels uniquement.
Dernière mise à jour le 1 février 2021.
Shaun Webb (ウェブ 将武, Vebu Shōn), né le 30 décembre 1981 à Blenheim (Nouvelle-Zélande), est un joueur de rugby à XV international japonais d'origine néo-zélandaise, évoluant aux postes d'arrière ou de demi d'ouverture.

## Carrière

### En club
Shaun Webb pratique le rugby avec le lycée de Christchurch Boys' High School, puis avec l'université de Lincoln (en),. Il joue ensuite avec le club des High School Old Boys RFC dans le championnat amateur de la région de Canterbury.
Il fait ses débuts professionnels en 2003, avec la province de Canterbury en NPC. Il joue seulement deux matchs avec cette équipe. En 2003 également, il fait partie de l'effectif de la franchise des Crusaders en Super 12, mais n'entre pas en jeu. En 2004, il change de province de NPC, et rejoint Otago, avec qui il dispute huit rencontres,.
Manquant d'opportunité dans son pays natal, il décide en 2005 de rejoindre le club japonais des Kobelco Steelers évoluant en Top League. Il joue deux saisons avec ce club, avant de rejoindre World Fighting Bull (en) dans le même championnat, avec qui il joue deux saisons également, avant la disparition du club en 2009.
Il évolue ensuite pendant quatre saisons avec les Coca Cola Red Sparks, puis trois saisons aux NEC Green Rockets, où il termine sa carrière en 2016,.
Après avoir arrêté sa carrière de joueur, il occupe de 2018 à 2023 le rôle d'entraîneur spécialiste de la technique individuelle au sein du club des Mitsubishi Sagamihara Dynaboars,.

### En équipe nationale
Shaun Webb joue avec la sélection néo-zélandaise des moins de 19 ans en 2000, puis celle des moins de 21 ans en 2002,,.
Il devient sélectionnable avec le Japon en 2008, après avoir passé trois ans sur le territoire japonais. Il obtient sa première cape internationale le 3 mai 2008 à l'occasion d'un match contre l'équipe du Golfe persique. Son équipe l'emporte alors très largement, sur le score de 114 à 6, et Webb inscrit un doublé.
En 2011, peu de temps après obtenu la nationalité japonaise, il est retenu par le sélectionneur John Kirwan dans le groupe japonais devant participer à la Coupe du monde 2011 en Nouvelle-Zélande,. Il dispute quatre rencontres lors de la compétition, contre la France, la Nouvelle-Zélande, les Tonga et le Canada.

## Palmarès

### En équipe nationale
- 35 sélections avec le Japon entre 2008 et 2011.
- 198 points marqués (18 essais, 6 pénalités, 45 transformations).

- Vainqueur du championnat d'Asie en 2008, 2009, 2010 et 2011.
- Participation à la Coupe du monde 2011 (4 matchs).